# Karasan
Karasan (ros. Караса́н, ukr. Караса́н) – miejscowość i sanatorium na Południowym Wybrzeżu Krymu, w pobliżu osiedla Partenit. Sanatorium znajduje się w 200 m od plaży morskich, poniżej winnic i szosy M 18. Terytorialnie podlega Ałusztańskiej Radzie Miejskiej. 

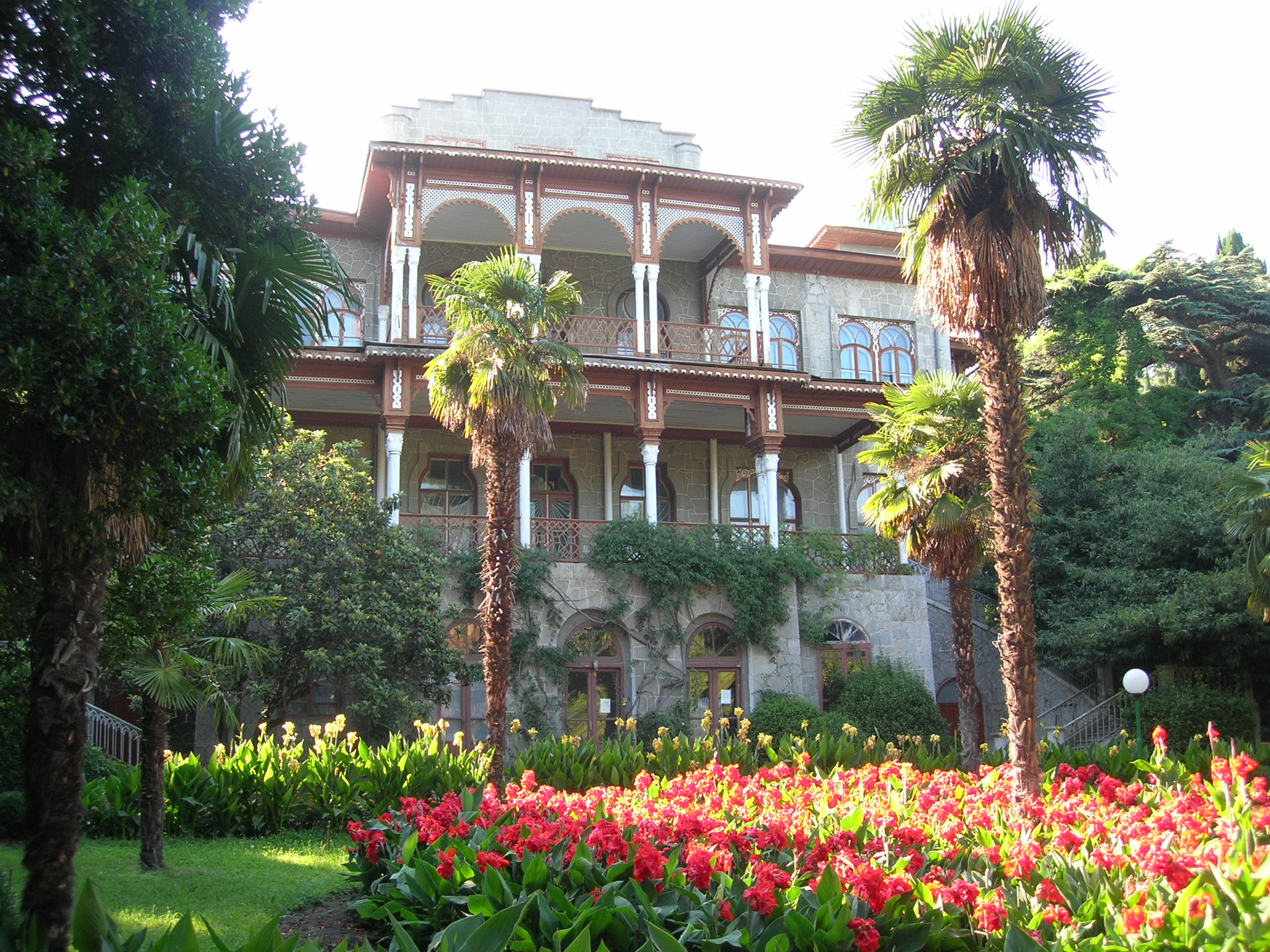
Pałac książąt Rajewskich

## Historia
Znane od początku XIX, gdy właściciel miejscowości książę N. Rajewski założył tu park i zbudował pałac. A. Puszkin odwiedzał ten majątek podczas swojego zesłania i podróży po południu Imperium Rosyjskiego

## Ciekawe miejsca
- Budynek administracyjny to były książęcy majątek XIX w.
- Wielki park XIX w. z gajami bambusu, sosny włoskiej, oliwki, cedru, sosny krymskiej itd. Obszar — 18 ha.
- Malownicza zatoka.
- Na południu się znajduje sanatorium „Ajwazowskie” posiadający dziwny schludny park.
- Na północy park łączy się z byłą posiadłością książąt Gagarinów z zamkiem w stylu wiktoriańskim.